# Franz von Winckel
Franz Wilhelm Carl Ludwig von Winckel, född 5 juni 1837 i Berleburg, död 13 december 1911 i München, var en tysk läkare.
Winckel blev 1860 medicine doktor, 1864 professor i gynekologi vid Rostocks universitet och 1872 föreståndare för barnbördshuset i Dresden samt var 1883–1907 professor i gynekologi och obstetrik vid Münchens universitet. Han utsågs 1886 till president i det då bildade Deutsche Gesellschaft für Gynäkologie und Geburtshilfe. Han skrev bland annat flera monografier och läroböcker. Han var också en av utgivarna av Sammlung klinischer Vorträge.